# Partido Frente Nacional
El Frente Nacional, también conocido como "Tercer Frente" fue un partido político conservador costarricense fundado por el abogado y ex vicepresidente de la república Virgilio Calvo Sánchez. Surgió en los años 70 como una escisión de la coalición de derecha Partido Unificación Nacional postulando al propio Calvo como candidato presidencial quien recibió la adhesión del médico y diputado Fernando Trejos Escalante quien sería candidato unificacionista en 1974. El partido obtuvo en las elecciones de 1970 2% de los sufragios.